# Wydział Chemiczny Politechniki Rzeszowskiej im. Ignacego Łukasiewicza
Wydział Chemiczny Politechniki Rzeszowskiej im. Ignacego Łukasiewicza – jeden z siedmiu wydziałów Politechniki Rzeszowskiej im. Ignacego Łukasiewicza.

## Historia
Wydział Chemiczny Politechniki Rzeszowskiej został powołany w miejsce Instytutu Technologii Chemicznej na mocy zarządzenia Ministra Nauki, Szkolnictwa Wyższego i Techniki w październiku 1981 roku. 

## Kierunki kształcenia

### Studia I stopnia
Dostępne kierunki:
- Inżynieria farmaceutyczna (studia stacjonarne)
- Technologia chemiczna (studia stacjonarne i niestacjonarne)
- Inżynieria chemiczna i procesowa (studia stacjonarne)
- Biotechnologia (studia stacjonarne i niestacjonarne)

### Studia II stopnia
Dostępne kierunki:
- Biotechnologia (studia stacjonarne i niestacjonarne)
- Inżynieria farmaceutyczna (studia stacjonarne)
- Technologia chemiczna (studia stacjonarne i niestacjonarne)
- Technologie wodorowe (studia stacjonarne i niestacjonarne)

## Poczet dziekanów
1. doc. dr inż. Józef Respondek (1981–1983)
2. doc. dr hab. inż. Włodzimierz Szlezyngier (1983–1987)
3. doc. dr hab. inż. Mieczysław Kucharski (1987–1993)
4. dr hab. inż. Henryk Galina, prof. PRz (1993–1996)
5. dr hab. inż. Mieczysław Kucharski, prof. PRz (1996–2002)
6. prof. dr hab. inż. Henryk Galina (2002–2008)
7. dr hab. inż. Ireneusz Opaliński, prof. PRz (2008–2012)
8. prof. dr hab. inż. Henryk Galina (2012–2016)
9. prof. dr hab. inż. Dorota Antos (2016–2024)
10. dr hab. inż. Beata Mossety-Leszczak, prof. PRz (od 2024)

## Władze wydziału
W kadencji 2024–2028:
| Stanowisko                             | Imię i nazwisko                                |
| -------------------------------------- | ---------------------------------------------- |
| Dziekan                                | dr hab. inż. Beata Mossety-Leszczak, prof. PRz |
| Prodziekan ds. rozwoju                 | dr hab. Aleksandra Bocian, prof. PRz           |
| Prodziekan ds. współpracy z otoczeniem | dr inż. Maciej Kisiel                          |
| Prodziekan ds. kształcenia             | dr inż. Anna Kuźniar, prof. PRz                |

## Struktura organizacyjna

### Katedry
| Katedra                                             | Kierownik                                      |
| --------------------------------------------------- | ---------------------------------------------- |
| Katedra Inżynierii Chemicznej i Procesowej          | prof. dr hab. inż. Dorota Antos                |
| Katedra Technologii i Materiałoznawstwa Chemicznego | dr hab. inż. Beata Mossety-Leszczak, prof. PRz |
| Katedra Biotechnologii i Bioinformatyki             | prof. dr hab. inż. Mirosław Tyrka              |
| Katedra Chemii Organicznej                          | dr hab. inż. Renata Lubczak, prof.PRz          |
| Katedra Chemii Fizycznej                            | prof. dr hab. inż. Paweł Chmielarz             |
| Katedra Chemii Nieorganicznej i Analitycznej        | prof. dr hab. inż. Tomasz Ruman                |
| Katedra Polimerów i Biopolimerów                    | dr hab. inż. Łukasz Byczyński, prof. PRz       |
| Katedra Kompozytów Polimerowych                     | prof. dr hab. inż. Mariusz Oleksy              |

### Pozostałe jednostki
| Zakład                                | Kierownik                                  |
| ------------------------------------- | ------------------------------------------ |
| Wydziałowe Laboratorium Spektrometrii | dr hab. inż. Agnieszka Bukowska, prof. PRz |
| Wydziałowa Pracownia Komputerowa      | dr inż. Grzegorz Iwaszek                   |